# Batagur affinis
Batagur affinis — це черепаха з роду Батагури, яка поширена в Малайзії, Індонезії та Камбоджі. Цей вид входить до списку двадцяти п'яти видів сухопутних та прісноводних черепах, яким загрожує зникнення.

## Підвиди
- Batagur affinis affinis[2]
- Batagur affinis edwardmollis[2]

## Загроза
Цей вид вважався вимерлим у Камбоджі, але в 2000 році знову виявили його представників. Консерваціоністи почали спостерігати за тваринами та їхніми гніздами, а король Сіамоні Нородом особисто наказав їх охороняти.
Яйця цього виду вважалися делікатесом королівської кухні Камбоджі. У 2005 році Batagur affinis символом країни, щоб привернути увагу до виду та зусиль щодо його збереження.
У Малайзії, біля річок Кедах, Перак та Теренггану, є основні території гніздувань виду, хоча населення продовжує винищувати їх, незважаючи на намагання Депертамент охорони природи Малайзії зупинити це. Багато азійських черепах перебувають під загрозою через активну торгівлю тваринами в регіоні, оскільки рідкісні види оцінюються дорожче в меню чи як складник у народній медицині.